# 2006 DO62
2006 DO62 je planetka patřící do Apollonovy skupiny a také mezi křížiče Marsu. Její dráha však prozatím není definitivně stanovena, proto jí nebylo dosud přiděleno katalogové číslo.

## Popis objektu
Vzhledem k tomu, že byla pozorována pouze krátce během mimořádného přiblížení k Zemi, nestihli astronomové provést spektroskopický výzkum. Proto o jejím chemickém složení není nic známo. Její průměr je odhadován na základě hvězdné velikosti a protože není známo ani albedo jejího povrchu, je proto značně nejistý, stejně jako údaje o hmotnosti a střední hustotě, uvedené v připojené tabulce.

## Historie
Planetku objevil 24. února 2006 kolem 07:11 světového času (UTC) na Mt. Lemon Observing Facility na vrcholu stejnojmenné hory v pohoří Catalina severovýchodně od Tucsonu v Arizoně 1,5metrovým dalekohledem s CCD kamerou v rámci programu Mt. Lemon Survey astronom E. J. Christensen. Dne 25. února 2006 v 16:23 UTC prolétla v minimální vzdálenosti 787 tis. km od středu Země. Objev byl nahlášen do Střediska malých planet (MPC) až 27. února 2006.

## Výhled do budoucnosti
Ze znalosti současných elementů dráhy planetky vyplývá, že minimální vypočítaná vzdálenost mezi její drahou a dráhou Země činí 187 tis. km. Vzhledem k tomu nemůže ani ve vzdálené budoucnosti Zemi ohrozit, přestože patří k blízkozemním planetkám. Největší přiblížení v tomto století nastane 27. července 2069, kdy by měla Zemi minout o 450 tis. km; současná nejistota ve stanovení elementů dráhy však nevylučuje ani přiblížení až na 52 tis. km od středu Země, tedy asi 46 tis. km nad povrchem naší planety. Další významná přiblížení této planetky k Zemi se očekávají v létech 2011 a 2087.